# Bibloplectus integer
Bibloplectus integer är en skalbaggsart som först beskrevs av Leconte 1878.  Bibloplectus integer ingår i släktet Bibloplectus och familjen kortvingar. Inga underarter finns listade i Catalogue of Life.